# دينو دوربوزوفيتش
دينو دوربوزوفيتش مواليد 14 أغسطس 1956 في سراييفو، جمهورية يوغوسلافيا الاشتراكية الاتحادية، هو لاعب كرة قدم بوسني سابق كان يلعب كمهاجم.

## المسيرة الاحترافية

### أندية لعب لها
- نادي جيلييزنيتشار ساراييفو
- كايسري سبور
- غنتشلربيرليغي
- أنقرة غوجو